# Chiesa di San Fortunato (Todi)
La chiesa di San Fortunato si trova nel centro storico della città umbra di Todi, in provincia di Perugia, nei pressi di piazza del Popolo.

## Storia
Un primo edificio romanico venne eretto in questo luogo nel 1192. Le notizie sulla costruzione di tale chiesa risultano infatti antecedenti al 1198, anno in cui Innocenzo III vi consacrò un altare a san Cassiano. Restano di quest'edificio i due leoni provenienti dal portale d'ingresso, chiamati pulvini, che poi furono trasformati in acquasantiere.
Nel giugno del 1292 il Comune decise la ricostruzione della chiesa in stile gotico. I lavori, alacri, vennero interrotti solamente dalla peste del 1348 fino alla Riformanza comunale del 1405 che imponeva una tassa del 2% di tutti gli ingressi e transiti viari interni alla città allo scopo di finanziare di nuovo ulteriori interventi sulla ristrutturazione e ricostruzione della chiesa di San Fortunato.
I nuovi incaricati ai lavori furono gli architetti Giovanni Santuccio di Firenzuola (1415-58) col nipote Bartolo. Tuttavia il cantiere proseguì soltanto fino alla prima metà del '400, lasciando la facciata incompiuta nella parte superiore.

## Descrizione

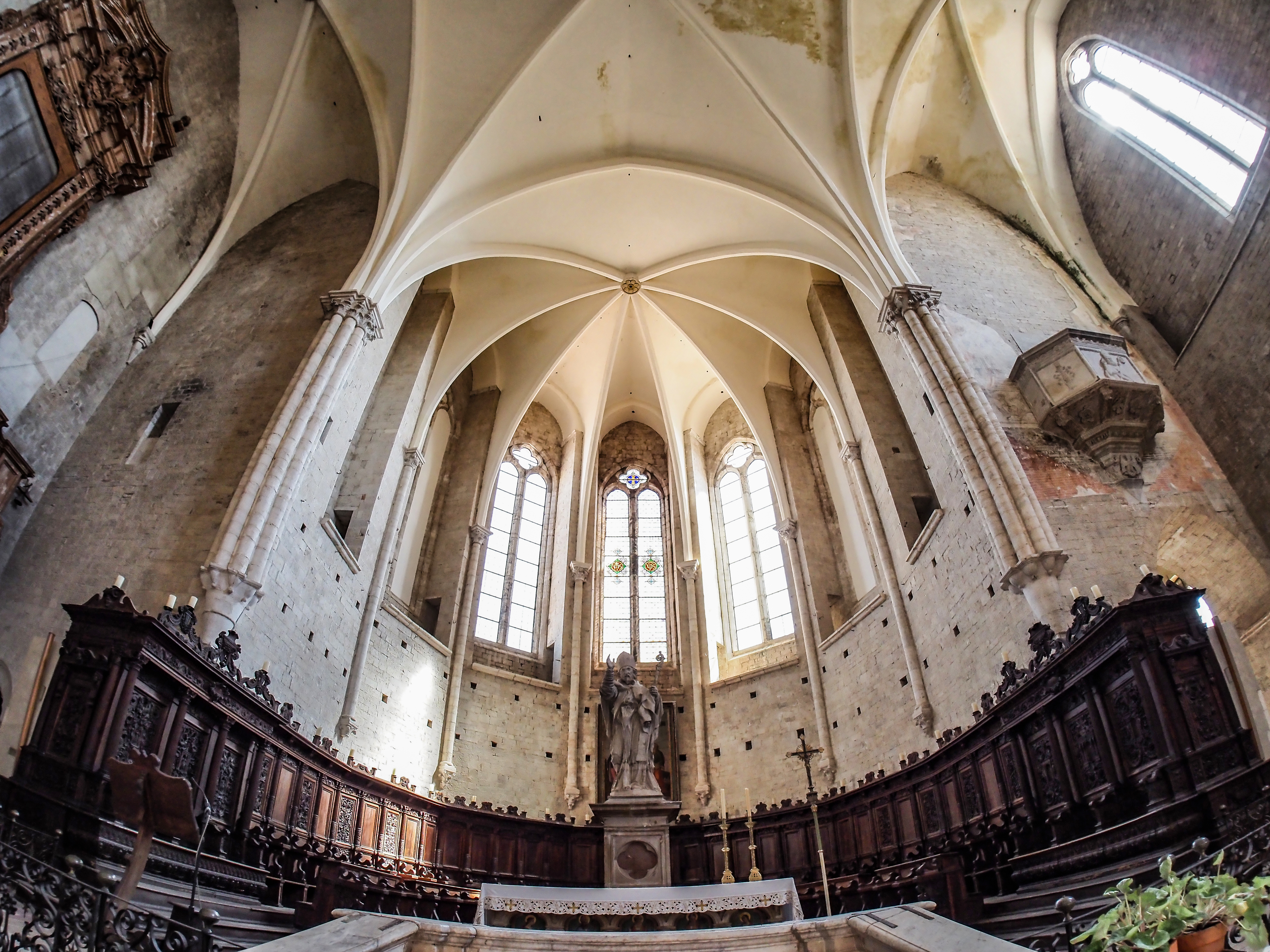
L'abside.

La chiesa si prospetta in cima a una scalinata che sale sul piazzale con declivio e giardino ricavati sul fianco degradante della collina. Presenta una vasta facciata a capanna, incompiuta. La parte inferiore, rivestita in pietra bianca, è divisa da paraste in cinque sezioni, a ricalcare la suddivisione interna delle tre navate con cappelle laterali. Le tre sezioni centrali sono aperte da portali. Quello maggiore, gotico a sesto acuto, è il più ricco. Una cornice a rilievi con motivi florerali e personaggi mitologici inquadra la porta. Tutta la profonda strombatura è rivestita da bassorilievi istoriati che raffigurano Santi e Profeti biblici, simboli, personaggi e fogliami (la Vite a rappresentare il Bene, il Fico a rappresentare il Male); intervallati da colonnine tortili e ornamenti floreali.

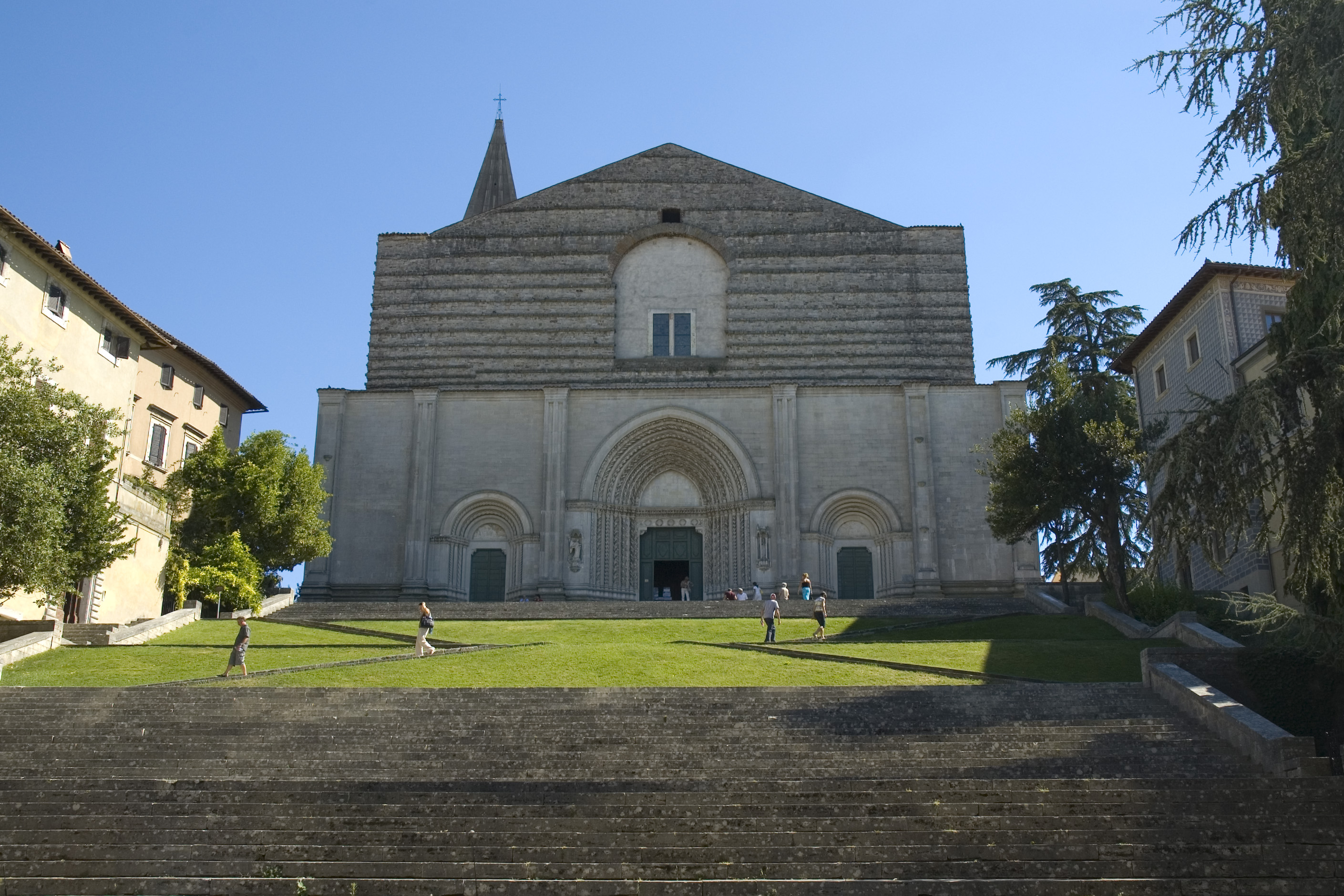
La facciata incompiuta.

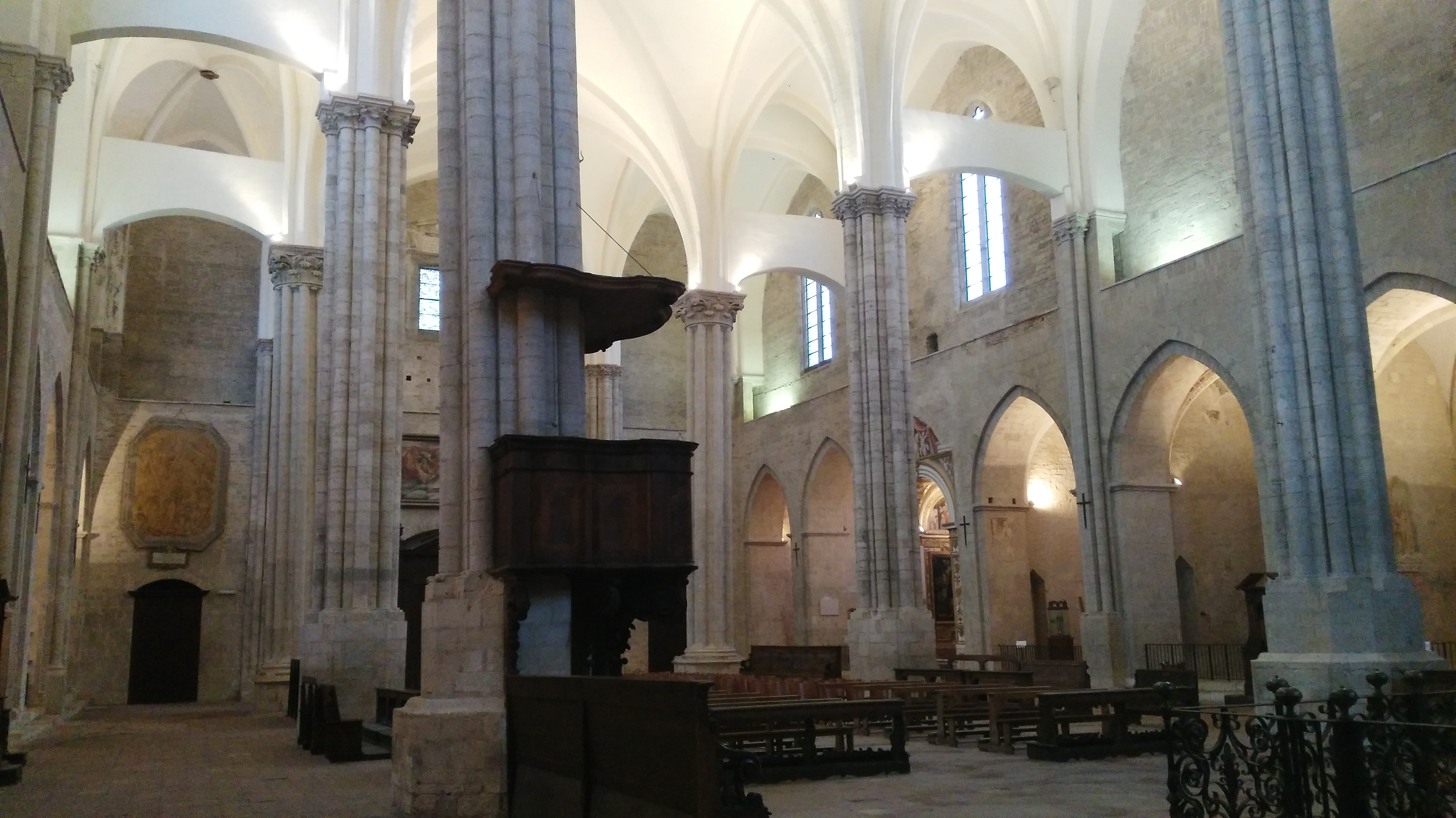
Veduta dell'interno ""a Sala".

L'interno, a sala con coro absidato, è diviso in tre navate da esili pilastri a fascio che sorreggono volte a crociera ogivali. Sui fianchi delle due navate laterali si susseguono tredici cappelle aperte da possenti arconi ogivali e ornate di affreschi e statue.
Le prime due cappelle si presentano oggi vuote (la seconda è dedicata ai caduti), mentre nella quarta cappella destra è visibile un affresco con la Madonna con Bambino e Angeli eseguito nel 1432 da Masolino da Panicale.
Alla fine della navata è la Cappella dell'Assunta, uno dei complessi decorativi più importanti a Todi nel primo Seicento, fu eretta da Mercurio Accursi nel 1617 ed interamente decorata da stucchi, affreschi e tele del tuderte Andrea Polinori, contraddistinti da un naturalismo semplice, pacato e luminoso, memore dei fatti artistici romani del tempo, eseguiti entro il 1620. La pala d'altare con l'Assunta e Santi è opera coeva del fratello Giovanni Antonio.
Il coro absidato è aperto da tre bifore ed accoglie begli stalli lignei intagliati nel 1590 da Antonio Maffei da Gubbio. Nella cripta, sita sotto al presbiterio, è conservato un mausoleo con le spoglie di Jacopone da Todi, San Cassiano e altri santi patroni. Successivamente, il Ferraù da Faenza, detto il Faenzone, fece un affresco su un muro della cripta raffigurante il volto di Jacopone ispirandosi ad una pittura antecedente.
La seconda cappella sinistra era la Cappella Leonij, dedicata ai Santi Gaetano e Lucia, che era decorata da una pala di Ferraù Fenzoni con Cristo, la Vergine e Santi oggi alla Pinacoteca Comunale.
La prima cappella a sinistra era stata decorata per volontà del nobiluomo tuderte Francesco Maria Ridolﬁ nel secondo decennio del Settecento. L'importante decorazione, che era composta di scultura e pittura, è stata smantellata per ritrovare l'aspetto 'originario' gotico della cappella. Sopravvive solo la tela con l'Estasi di San Francesco di Paola di Giacinto Boccanera, firmata e datata 1712, oggi nella Pinacoteca Comunale.

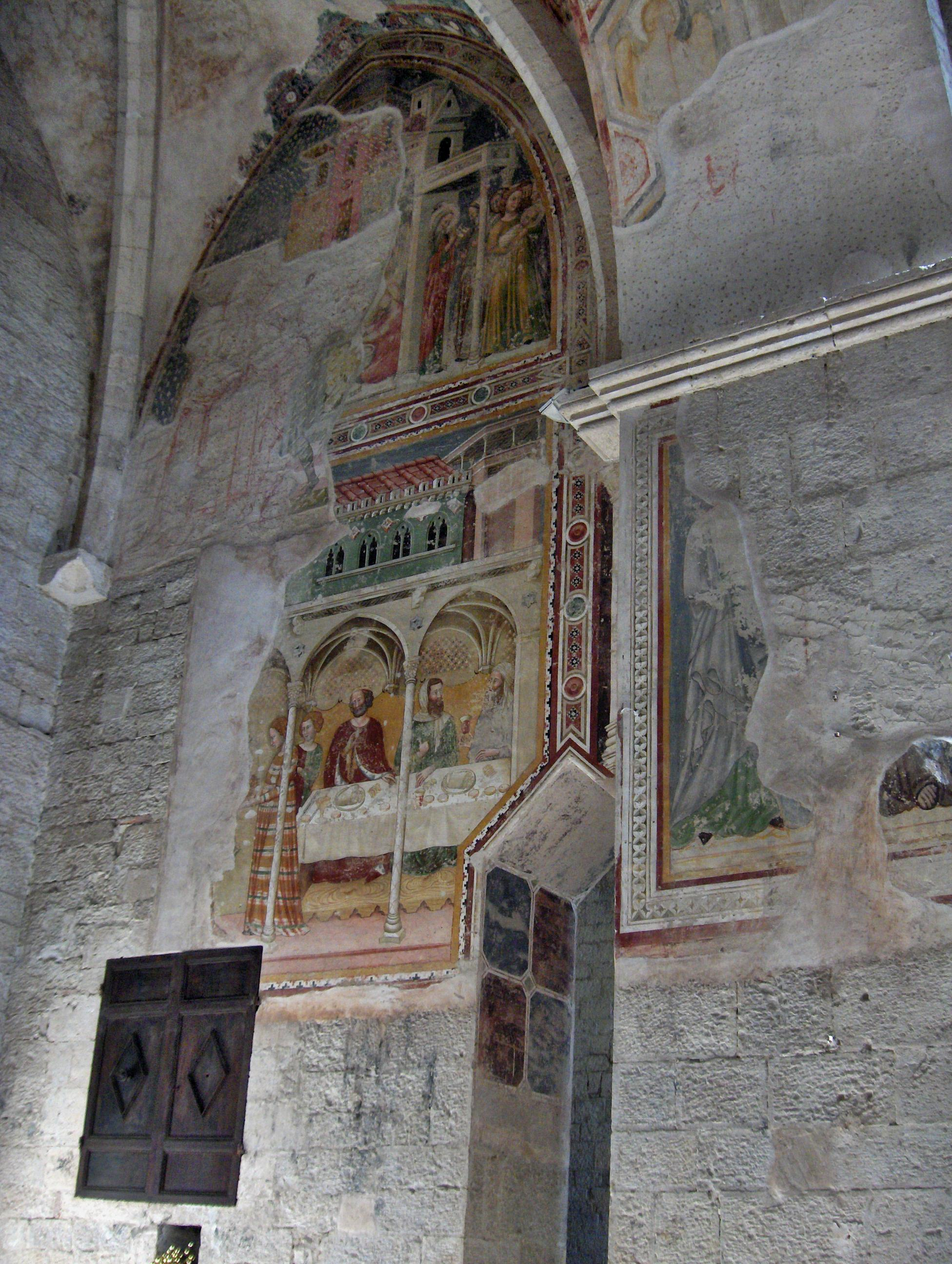
Resti di affreschi di Scuola umbra, 1340
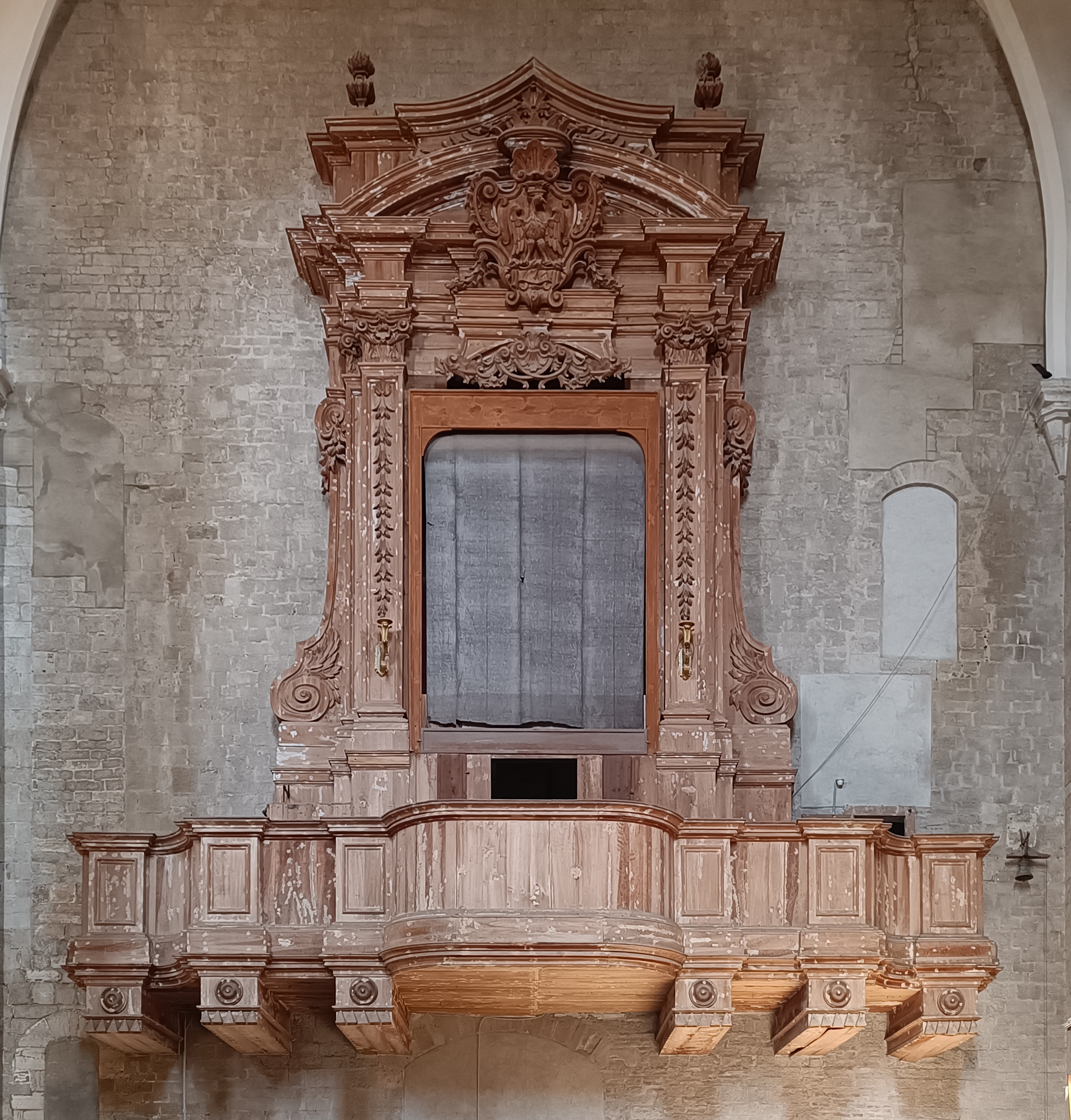
La cassa d'organo barocca
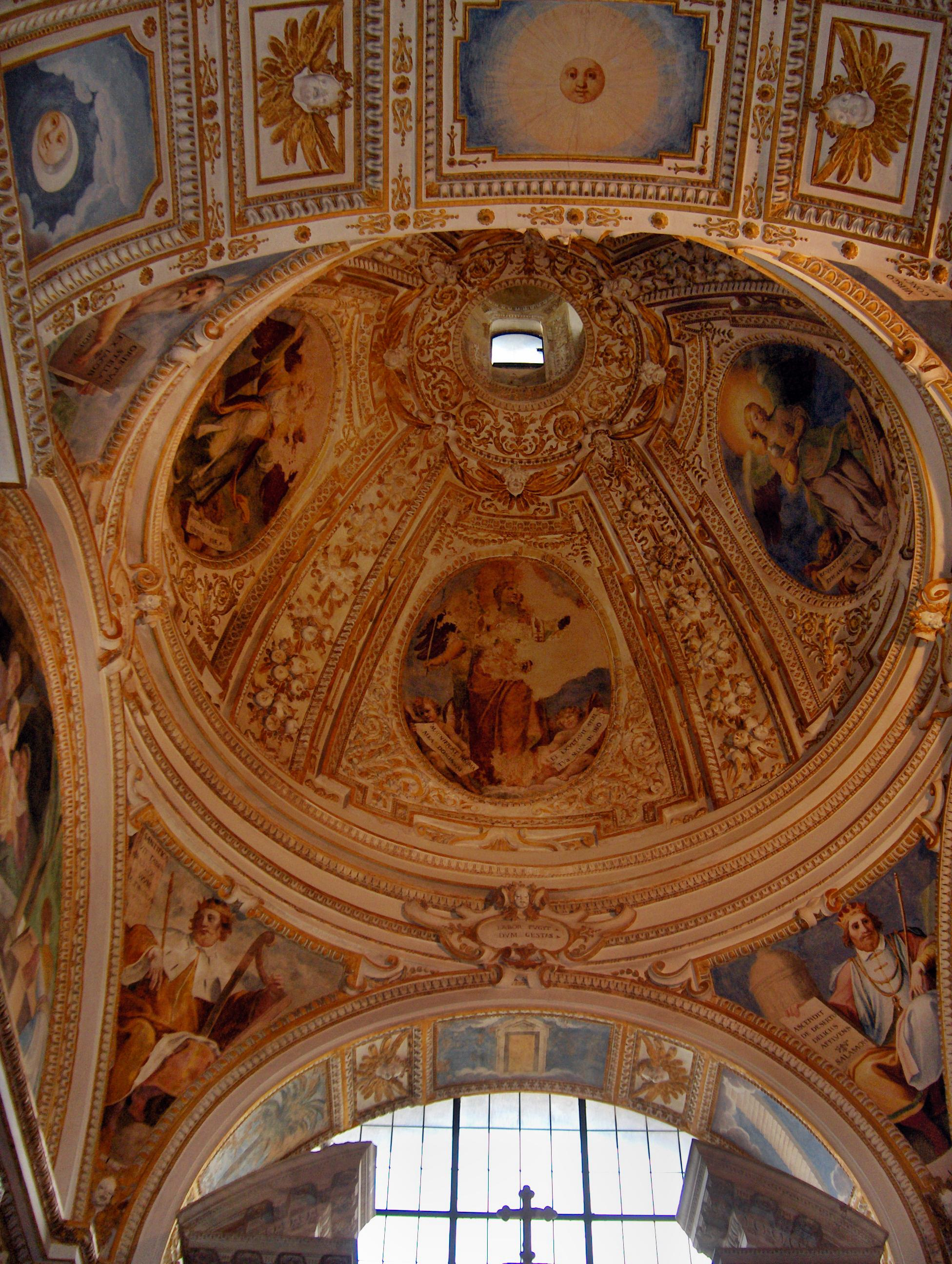
Cappella dell'Assunta
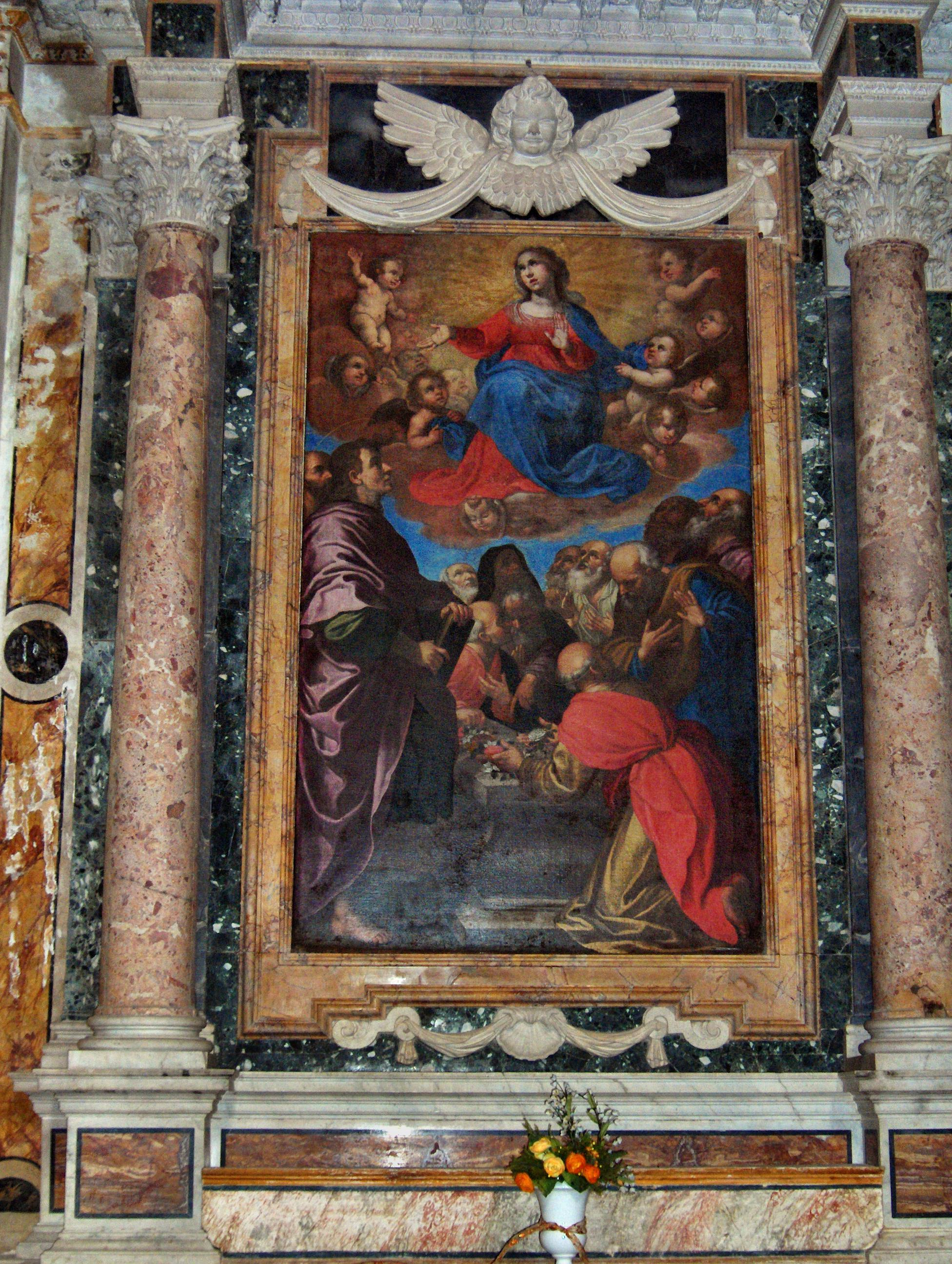
Assunzione, Andrea Polinori, 1618